# الظاهرة (الحد)

تعديل مصدري - تعديل

الظاهرة هي إحدى قرى عزلة الحد بمديرية الحد التابعة لمحافظة لحج، بلغ تعداد سكانها 128 نسمة حسب تعداد اليمن لعام 2004.